# Hato-Fae
Hato-Fae (Hato Fae, Hatu-Fae, Hatupae) ist eine osttimoresische Aldeia im Suco Maubisse (Verwaltungsamt Maubisse, Gemeinde Ainaro). 2015 lebten in der Aldeia 353 Menschen.

## Geographie
Die Aldeia Hato-Fae liegt im Nordosten des Sucos Maubisse. Südöstlich befindet sich die Aldeia Ura-Hou, südwestlich die Aldeia Hautado und nordwestlich die Aldeia Sarlala.
Die Stadt Maubisse reicht von Ura-Hou nach Hato-Fae hinein. Von hier führt durch die Aldeia die Überlandstraße nach Dili im Norden. An der Straße liegt die kleine Siedlung Hato-Fae. Ansonsten verteilen sich einzelnstehende Häuser über die gesamte Aldeia.
Im zu Ura-Hou gehörenden Teil von Maubisse befinden sich die 1999 gebaute Pfarrkirche São Mateus und die Pfarrei, die Gruta Ria Leco, das kommunale Gesundheitszentrum (CHC) von Maubisse, die Grundschule und der Sitz des Verwaltungsamtes Maubisse. Die Überlandstraße, die durch die Aldeia führt, verbindet Maubisse mit der Landeshauptstadt Dili im Norden und der Gemeindehauptstadt Ainaro im Süden.